# Salzkotten
Salzkotten är en stad i Kreis Paderborn i Regierungsbezirk Detmold i förbundslandet Nordrhein-Westfalen i Tyskland.